# João Carlos dos Santos
João Carlos dos Santos, brazilski nogometaš in trener, * 10. september 1972.
Za brazilsko reprezentanco je odigral 10 uradnih tekem in dosegel en gol.